# Ievguenia Alíssova-Klobukova
Ievguenia Nikolàievna Alíssova-Klobukova (en rus: Евге́ния Никола́евна Али́сова-Клобуко́ва; 24 de juliol de 1889 – 29 d'octubre de 1962) va ser una important pteridòloga, botànica, geobotànica russa.

## Biografia
Va rebre la seva educació superior en la Facultat de ciències biològiques, per a dones, de Bestújev, entre 1912 a 1915. Va començar a treballar allí i després en l'Herbari del Jardí Botànic de l'Institut Botànic V.L. Komarov, a Sant Petersburg, especialment en la flora de Iakútia.
En 1917, va partir al Llunyà Orient, a la ciutat Nikolsk-Ussuriski. Allí, recolzada per la Societat Geogràfica de Rússia (RGS) va organitzar i va dirigir estudis botànics de la flora del Llunyà Orient des del que avui es coneix com a Estació Gornotaiójnaia. Més tard va treballar com a sotsdirectora d'institucions acadèmiques, del Departament Sud Ussuri RGO, incloent la reserva en la part alta Suputinki, amb una Estació de fitogeografia, biblioteca, i herbari amb més de cent mil fulles, i uns altres.
En 1934, a causa d'una malaltia, es va veure obligada a abandonar Primórie i passar a Ufá, on va treballar en l'Oficina d'edafologia i botànica de Baixkíria i en el Jardí Botànic d'Ufa, continuant excursions botàniques i la recol·lecció de flora herbari Baixkíria (4.500 fulles d'exsiccates d'herbari).

## Contribucions a la ciència
Va produir nombroses expedicions botàniques i geobotàniques a la regió del sud d'Ussuri, entre 1918 a 1930 - als afores del Nikolsk-Ussuriski; 1918-1934 - al riu Komarovka i els seus afluents; 1918-1931 - al riu Suifun i als seus afluents; en 1921 - a la mina Sutxan i al riu Sutxan; 1924 - al llac Khanka i als rius Mo, Khantakheza i Lefu; en 1927 - a l'àrea de Possiet. Entre els anys 1918 a 1930, va estudiar les proximitats de Vladivostok; el 1918, les estacións Sviàguino i Ippolítovka, i en 1919 l'illa Russki.
Sobre la base d'aquestes expedicions va publicar, juntament amb Vladímir Leóntievitx Komarov (1869-1945), un text en dos volums La guia de les plantes del Territori del Llunyà Orient (publicat entre 1931 a 1932).
També, juntament amb altres membres del Jardí Botànic, Ufà, va realitzar un resum de la flora de Baixkíria.

## Algunes publicacions
- 1919. Медоносы Уссурийского края по наблюдениям (Plantes melíferas en Ussuriland), v. 1. — Изд. Южно-Уссурийск. отд. Русск. геогр. об-ва

- 1919. Обычные представители весенней флоры окрестностей г. Никольска-Уссурийского (Representants primaverals de la flora dels voltants de Nikolsk Ussur). Изд. Южно-Уссурийск. отд. Русск. геогр. об-ва. — 98 pàg.

- 1923. Ботанические исследования в Приморье (Recerca botànica en Primorie)// Приморье, его природа и хозяйство : Сб. — Владивосток, 1923. — С. 117—122.

- 1924. Euryale ferox Salisb. Из отчёта Южно-Ханкайской ботанической экспедиции 1924 года (Euryale ferox Salisb. Informe de Sud Khanka expedició botànica 1924)// Изв. Южно-Уссурийск. отд. Русск. геогр. об-ва. — В. 7.

- 1925. Южно-Ханкайская ботаническая экспедиция 1924 года (Expedició botànica 1924 al sud de Khankaisky)// Изв. Южно-Уссурийск. отд. Русск. геогр. об-ва, v. 11. — pàg. 195—206.

- 1925. Малый определитель растений Дальневосточного края (Plantes petites determinants del Territori del Llunyà Orienti). — Владивосток, 516 pàg. [сon VL Komarov]

- 1931. Определитель растений Дальневосточного края (Plantes del Territori del Llunyà Orienti). Л.: Изд. АН СССР. Т. I. — 622 pàg. [сon VL Komarov]

- 1932. Определитель растений Дальневосточного края (Espècies del Territori del Llunyà Orienti). Л.: Изд. АН СССР. Т. II. — 553 pàg. [сon VL Komarov]

### Eponimia
- (Betulaceae) Alnus alisoviana Mandl[3]

- (Lamiaceae) Lycopus alissoviae Prob[4]

- (Violaceae) Viola alisoviana Kiss[5]